# محمد الخولي
مُحمد الخولي (من مواليد 1937) كان ضابطًا في سلاح الجو العربي السوري طوال فترة حكم البعث في سوريا وأثناء رئاسة حافظ الأسد.

## النشأة
ولد الخولي في بيت ياشوط عام 1937 لعائلة علوية تنحدر من عشيرة الحدادين بالقرب من مدينة جبلة الساحلية. المعلومات عن حياته المبكرة شحيحة، على الرغم من أنه من المعروف أنه لم يكن مشاركًا أو مهتمًا بحزب البعث الذي تولى السلطة في سوريا في مارس 1963.

## المسيرة
في عام 1964 تم تعيين الخولي نائبا لقائد القوات الجوية السورية بقيادة حافظ الأسد. عندما أطاح الأسد بحكومة نور الدين الأتاسي و‌صلاح جديد عام 1970، عين الخولي رئيسًا لمخابرات القوات الجوية. بين عامي 1971 و 1973 خضع للتدريب في ألمانيا الشرقية تحت كل من القوات الجوية لجمهورية ألمانيا الديمقراطية و‌الستاسي. في نهاية المطاف، حصل على منصب بارز إضافي لرئيس لجنة المخابرات الرئاسية. تحت قيادة الخولي، أصبحت المخابرات الجوية جهازًا قويًا مستقلًا إلى حد كبير عن التدقيق ومكلفًا بمهام تتجاوز أدواره التقليدية. عمليا، أشرفت على ترشيح مواقع في جميع أنحاء شبكات المخابرات السورية والأنشطة السرية لتلك الشبكات.
بعد محاولة قصف طائرة إسرائيلية في مطار هيثرو في لندن في أبريل 1986 فيما أصبح يعرف بقضية الهنداوي، تم فصل الخولي من مركزه الاستخباري في عام 1987. تم نقله إلى منصبه القديم كنائب لرئيس القوات الجوية. طرد الأسد الخولي على الأرجح نتيجة للضغوط الدولية التي تقودها الولايات المتحدة والمملكة المتحدة، وقد قطعت الأخيرة العلاقات الدبلوماسية مع سوريا نتيجة الحادث.
ظل الخولي قريبًا من الأسد كمستشار رئاسي وحافظ على تأثير قوي داخل جهاز استخبارات القوات الجوية. وبالفعل، فإن خليفته إبراهيم حويجة ينتمي إلى نفس العشيرة وقد وصفه بعض السوريين بأنه «مخلوق الخولي.» وفقا للمؤرخ حنا بطاطو، «ليس من المستبعد أن قرر الخولي تحمل المسؤولية النهائية عن عدم الحصافة أو الخطأ من قبل المخابرات الجوية والموافقة على مظهر من الاستياء الرئاسي من أجل المصلحة العليا للنظام.»

### قائد القوات الجوية
في عام 1994، قام الرئيس بترقية الأسد الخولي إلى قائد القوات الجوية كما أشارت مصادر في الصحافة السورية. كان تعيينه، الذي تزامن مع جهود الحكومة السورية لتحسين العلاقات مع الغرب، مفاجأة للمراقبين بسبب دور الخولي المزعوم في قضية الهنداوي.

## قائمة المراجع
- Batatu، Hanna (1999). Syria's Peasantry, the Descendants of Its Lesser Rural Notables, and Their Politics. Princeton University Press. ISBN:0691002541. مؤرشف من الأصل في 2023-11-17.
- Ma'oz، Moshe (1999). Modern Syria: From Ottoman Rule to Pivotal Role in the Middle East. Sussex Academic Press. ISBN:1898723834. مؤرشف من الأصل في 2022-08-02.
- Reich، Bernard (1990). Political Leaders of the Contemporary Middle East and North Africa: A Biographical Dictionary. Greenwood Publishing Group. ISBN:0313262136. مؤرشف من الأصل في 2023-11-17.
- Maddy-Weitzman، Bruce (2002). Middle East Contemporary Survey. Moshe Dayan Center. ج. 23. ISBN:9652240494. مؤرشف من الأصل في 2022-08-02.

1. 1 2 3 4 5  Batatu, p. 1999, 242.
2. ↑  Reich, 1990, p. 54.
3. ↑  Maddy-Weitzman, 2002, p. 553.